# 沧州 (古代)
沧州，中国古代设置的一个州，治所在今河北省沧州市、山东省滨州市地。
北魏熙平二年（517年）分瀛州、冀州设置，治所在饶安县（今河北省盐山县西南）。辖浮阳郡、安德郡、乐陵郡。隋朝开皇三年（583年），漳河郡废入沧州。大业三年（607年），以沧州改置渤海郡，治所在阳信县（今属山东省滨州市）。
唐朝武德元年（618年），徙治饶安县，六年（623年），徙治胡苏县（今属河北省沧州市）。贞观元年（627年），复治清池县（今河北省沧州市东南）。土贡：丝布、柳箱、苇簟、糖蟹、鳢鮬。户十二万四千二十四，口八十二万五千七百五。下辖七县：清池县、盐山县、长芦县、乐陵县、饶安县、无棣县、乾符县。管辖相当于今天河北省海河以南，静海县、青县、交河以东，东光县和山东省宁津县、乐陵市、无棣县以北地区。唐朝时，从沧州境内，先后分出棣州、景州。武德四年（621年），以沧州的阳信县、滳河县、乐陵县、厌次县置棣州。八年（625年），棣州废，四县还隶沧州。贞观十七年（643年），复以沧州的厌次县，德州之滳河县、阳信县置。贞元三年（787年），以沧州的弓高县、东光县、临津县置景州。长庆元年（821年），景州废，县还沧州。长庆二年（822年），复以弓高县、东光县、临津县、南皮县、景城县置。大和四年（830年），景州又废，县还沧州。景福元年（892年），复置景州。
宋朝之后辖境有所变动。元朝延祐改治长芦镇（今河北省沧州市）。明朝初年以清池县省入沧州。属京师河间府。清朝雍正后为不辖县的散州。1913年改为沧县。
| 隋代行政区划变遷 | 隋代行政区划变遷 | 隋代行政区划变遷     | 隋代行政区划变遷 | 隋代行政区划变遷 | 隋代行政区划变遷                                                      |
| 区划             | 開皇元年         | 開皇元年             | 開皇元年         | 区划             | 大業3年                                                               |
| ---------------- | ---------------- | -------------------- | ---------------- | ---------------- | --------------------------------------------------------------------- |
| 州               | 滄州             | 滄州                 | 冀州             | 郡               | 渤海郡                                                                |
| 郡               | 乐陵郡           | 浮陽郡               | 渤海郡           | 县               | 陽信县 乐陵县 饒安县 清池县 盐山县 南皮县 無棣县 滳河县 厭次县 蒲台县 |
| 县               | 陽信县 乐陵县    | 浮陽县 饒安县 高城县 | 南皮县           | 县               | 陽信县 乐陵县 饒安县 清池县 盐山县 南皮县 無棣县 滳河县 厭次县 蒲台县 |

| 唐朝沧州辖县 | 唐朝沧州辖县 |
| ------------ | --- |
| 618年        | 饶安县、清池县、盐山县、无棣县、乐陵县、南皮县                                                                                   |
| 619年        | 饶安县、清池县、盐山县、无棣县、乐陵县、南皮县（阳信县、厌次县、滳河县来属）                                                     |
| 621年        | 饶安县、无棣县（盐山县改属东盐州，乐陵县、阳信县、厌次县、滳河县改属棣州，清池县、南皮县改属景州，新设鬲津县）                   |
| 623年        | 饶安县、无棣县、鬲津县（胡苏县、乐陵县、阳信县、厌次县、滳河县来属）                                                             |
| 623年        | 胡苏县（改治）、饶安县、无棣县、鬲津县、乐陵县、阳信县、厌次县、滳河县                                                           |
| 627年        | 胡苏县、饶安县、乐陵县、阳信县（厌次县、滳河县改属德州，景城县、盐山县、清池县、南皮县、长芦县、鲁城县来属，废除无棣县、鬲津县） |
| 627年        | 清池县（改治）、饶安县、乐陵县、阳信县、景城县、盐山县、南皮县、长芦县、鲁城县（胡苏县改属观州）                                 |
| 634年        | 清池县、饶安县、乐陵县、阳信县、景城县、盐山县、南皮县、长芦县、鲁城县（重设无棣县）                                             |
| 643年        | 清池县、饶安县、乐陵县、景城县、盐山县、南皮县、长芦县、鲁城县、无棣县（阳信县改属棣州，弓高县、东光县、胡苏县来属）             |
| 728年        | 清池县、饶安县、乐陵县、景城县、盐山县、南皮县、长芦县、鲁城县、无棣县、弓高县、东光县、胡苏县                                   |
| 742年        | 清池县、饶安县、乐陵县、景城县、盐山县、南皮县、长芦县、鲁城县、无棣县、弓高县、东光县、胡苏县（改名临津县）                     |
| 772年        | 清池县、饶安县、乐陵县、盐山县、南皮县、长芦县、鲁城县、无棣县、弓高县、东光县、临津县（景城县改属瀛州）                         |
| 775年        | 清池县、饶安县、乐陵县、盐山县、南皮县、长芦县、鲁城县、无棣县、弓高县、东光县、临津县（景城县来属）                             |
| 789年        | 清池县、饶安县、乐陵县、盐山县、长芦县、鲁城县、无棣县（南皮县、弓高县、东光县、临津县、景城县改属景州）                         |
| 821年        | 清池县、饶安县、乐陵县、盐山县、长芦县、鲁城县、无棣县（南皮县、弓高县、东光县、临津县、景城县来属）                             |
| 822年        | 清池县、饶安县、乐陵县、盐山县、长芦县、鲁城县、无棣县（南皮县、弓高县、东光县、临津县、景城县改属景州）                         |
| 828年        | 清池县、饶安县、盐山县、长芦县、鲁城县（乐陵县、无棣县改属棣州）                                                                 |
| 829年        | 清池县、饶安县、盐山县、长芦县、鲁城县（无棣县来属）                                                                             |
| 830年        | 清池县、饶安县、盐山县、长芦县、鲁城县、无棣县（南皮县、弓高县、东光县、临津县、景城县来属）                                     |
| 850年        | 清池县、饶安县、盐山县、长芦县、鲁城县、无棣县、南皮县、弓高县、东光县、临津县（景城县改属瀛州）                                 |
| 875年        | 清池县、饶安县、盐山县、长芦县、鲁城县（改名乾符县）、无棣县、南皮县、弓高县、东光县、临津县                                     |
| 892年        | 清池县、饶安县、盐山县、长芦县、乾符县、无棣县、南皮县、临津县（弓高县、东光县改属景州）                                         |

唐朝沧州刺史
- 盛彦师（618年）
- 王孝师（619年）
- 程大买（622年）
- 独孤机（贞观年间）
- 张有德（贞观年间）
- 张有德（贞观年间）
- 席辨（644年）
- 贾敦颐（贞观年间）
- 薛大鼎（649年—650年）
- 独孤瑛（656年—658年）
- 垣濬（唐高宗前期）
- 李乾祐（666年）
- 陈敬之（咸亨年间）
- 封言道（675年—677年）
- 王守真（唐高宗时）
- 郑钦言（唐高宗时）
- 白大威（唐高宗、武周时）
- 李某（武周前期）
- 于玄彻（武周时）
- 姚珽（武周时）
- 郑孝本（武周时）
- 权龙襄（696年）
- 解琬（神龙年间）
- 姜师度（707年）
- 李某（716年）
- 仇克义（开元初年）
- 张之辅（开元年间）
- 裴观（725年）
- 李羾（唐玄宗时）
- 李道坚（732年）
- 王无择（开元年间）
- 景城郡太守
- 田廷玠（大历前期）
- 李固烈（775年—784年）
- 程日华（784年—788年）
- 李运（786年，遥领）
- 程怀直（788年—795年）
- 李谅（795年，遥领）
- 程怀信（795年—805年）
- 程执恭（805年—818年）
- 程权（818年）
- 李宗奭（818年）
- 乌重胤（818年—821年）
- 杜叔良（821年—822年）
- 李全略（822年）
- 李光颜（822年）
- 李全略（822年—826年）
- 李同捷（826年—829年）
- 乌重胤（827年，未任）
- 李寰（827年—828年，未任）
- 傅良弼（828年，赴任途中卒）
- 李祐（828年—829年）
- 万洪（829年）
- 傅毅（829年）
- 殷侑（829年—832年）
- 李彦佐（832年—838年）
- 刘约（838年—844年）
- 李琢（849年—855年）
- 杜中立（855年—860年）
- 浑偘（861年—864年）
- 卢简方（864年—869年）
- 荆从皋（869年—870年）
- 卢简方（870年—872年）
- 郑汉卿（872年—874年）
- 成君赏（乾符年间）
- 杨全玫（中和初年—885年）
- 王铎（884年，途中被杀）
- 曹诚（885年，未任）
- 卢彦威（885年—898年，890年受任）
- 刘守文（898年—909年）
- 张欢用
- 夏侯义